# Galinha-montês
A galinha-montês (Bonasa bonasia ou Tetrastes bonasia) é uma espécie de pássaro galiforme da  família Phasianidae que habita as florestas temperadas e boreais da Europa e Ásia. Sua população é estimada em entre 5.000.000 e 6.300.000 indivíduos, não  sendo considerada uma espécie em perigo de extinção, embora suas populações venham diminuindo. Vive de forma sedentária, principalmente em florestas fechadas de coníferas.

## Descrição

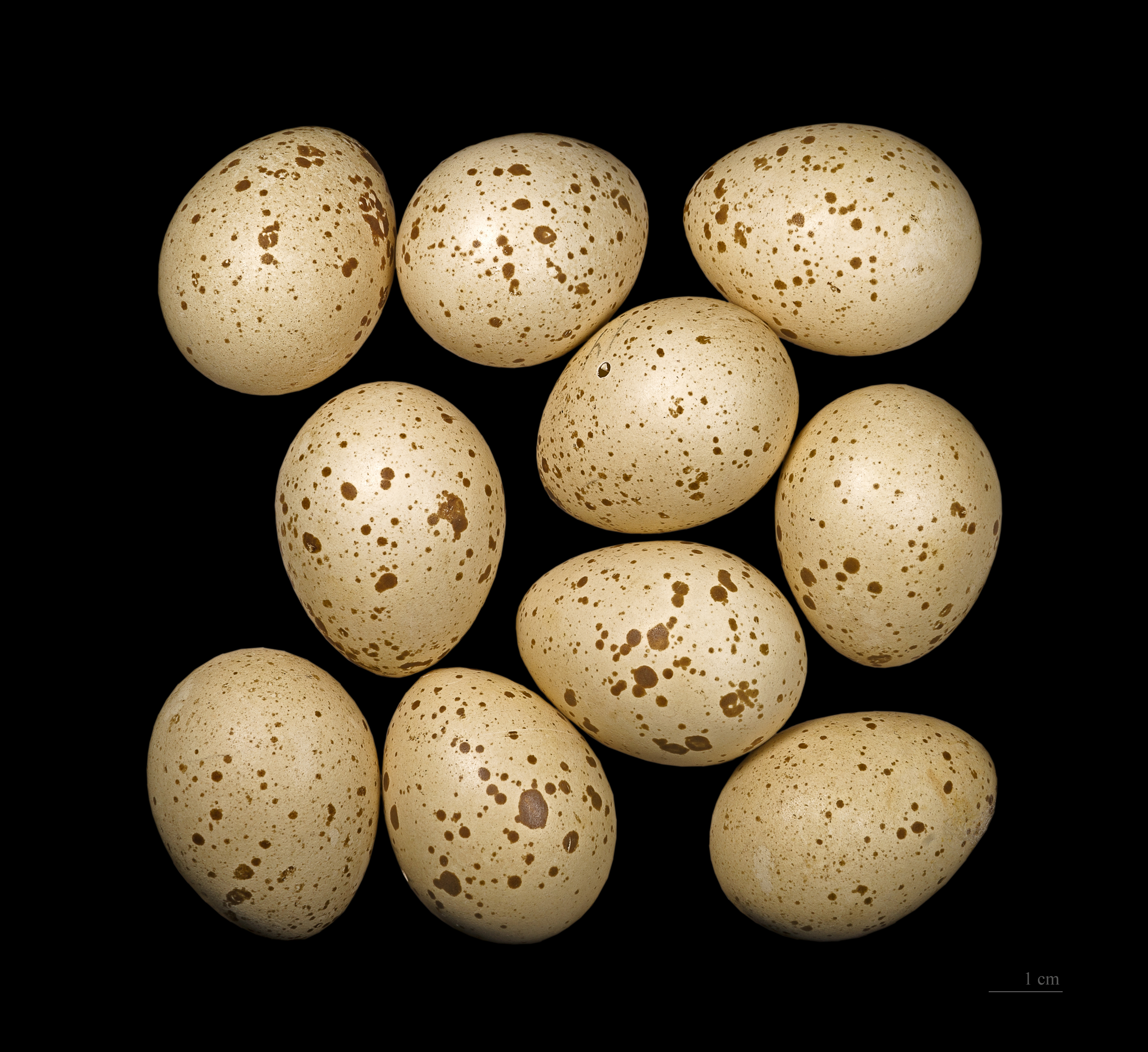
Ovos de Bonasa bonasia

É uma pequena galinácea, medido entre 34 e 39 centímetros. Ela tem uma aparência atarracada, acentuada pela sua cabeça pequena e bico. Sua cabeça possui uma pequena crista que pode ser erguida. As suas penas apresentam um padrão complexo e enigmático, com partes  superiores sendo de cor cinza,  as asas marrons, e as partes inferiores brancas,densamente cobertas por manchas salpicadas e malhadas de cor castanha ou avermelhadas. A cauda apresenta uma faixa preta na ponta. Ambos os sexos são semelhantes, mas o macho tem uma crista maior que a fêmea, e sua garganta é preta, enquanto a da fêmea é marrom. 

## Taxonomia

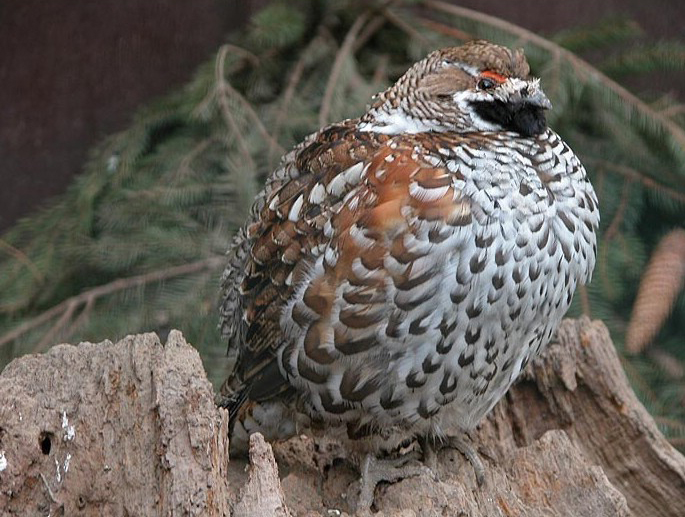
Galinha-montês pousada

Algumas fontes consideram-na pertencente ao  género Tetrastes,  que de acordo com outras fontes, pertenceria ao género  Bonasa . 
Tem várias subespécie descritas: 
- B. b. amurensis    Riley de 1916  - Habita o sul da Manchúria Exterior e as montanhas Khingan menores, no norte da Coreia.
- B. b. bonasia   (Linnaeus, 1758)  -Habita o sul da Escandinávia, Finlândia, e o norte do Rússia Europeia nos Montes Urais.
- B. b. griseonotus  ou  griseonota    Salomonsen de 1947  - Habita o norte da Suécia.
- B. b. kolymensis    Buturlin de 1916  - Habita da Sibéria Oriental ao Mar de Okhotsk.
- B. b. Rhenanus  ou  rhenana   ( Kleinschmidt O 1917)  -Habita o  noroeste da França, Luxemburgo, Bélgica e a parte ocidental da Alemanha.
- B. b. rupestris   ( Brehm CL de 1831)  - Habita o sul da Alemanha, Bohemia e Sudetos.
- B. b. schiebeli   (O Kleinschmidt, 1943)  - Habita a Península Balcânica
- B. b. sibiricus  ou  sibirica   Buturlin de 1916  - Habita a Sibéria nos Montes Altai, Montes Sayan e o norte da Mongólia.
- B. b. styriacus  ou  styriaca   ( Jordans e Schiebel, 1944)  - Habita os Alpes, Montes Jura, Hungria, Eslováquia e o sul da Polónia.
- B. b. 'vicinitas'  Riley, 1915  - Habita Hokkaido (Japão).
- B. b. yamashinai    Momiyama de 1928  - Ilha Sakhalin (Rússia).
- B. b. volgensis  - Habita a Polónia, Ucrânia e a Rússia central europeia. Não é aceita por todas as fontes. [1][4]